# Piattaforma di ghiaccio Edoardo VIII
La piattaforma di ghiaccio Edoardo VIII (66°50′S 56°33′E) è una piattaforma glaciale che occupa la parte più interna della baia di Edoardo VIII, nella Terra di Kemp, in Antartide.

## Storia
La parte settentrionale della piattaforma fu chiamata Innviksletta da cartografi norvegesi (letteralmente significa il piano interno baia) che la mapparono per la prima volta sulla base di fotografie aeree scattate durante la spedizione Lars Christensen nel 1936-37. L'area fu esplorata per la prima volta nel 1954 da una squadra della spedizione ANARE (Australian National Antarctic Research Expeditions). L'intera piattaforma fu infine mappata e rinominata dal Comitato australiano per i toponimi e le medaglie antartici in associazione con la baia di Edoardo VIII.